# Santa María de Dulcis
Santa María de Dulcis é um município da Espanha na província de Huesca, comunidade autónoma de Aragão, de área 27,03 km² com população de 218 habitantes (2007) e densidade populacional de 7,88 hab/km².

## Demografia
| Variação demográfica do município entre 1991 e 2004 | Variação demográfica do município entre 1991 e 2004 | Variação demográfica do município entre 1991 e 2004 | Variação demográfica do município entre 1991 e 2004 |
| --------------------------------------------------- | --------------------------------------------------- | --------------------------------------------------- | --------------------------------------------------- |
| 1991                                                | 1996                                                | 2001                                                | 2004                                                |
| 225                                                 | 214                                                 | 222                                                 | 213                                                 |